# Theepot

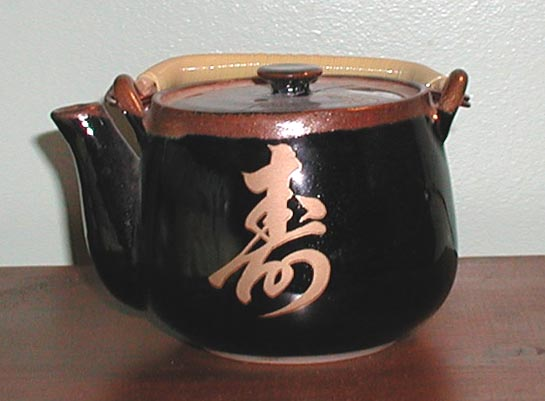
Een Japanse theepot

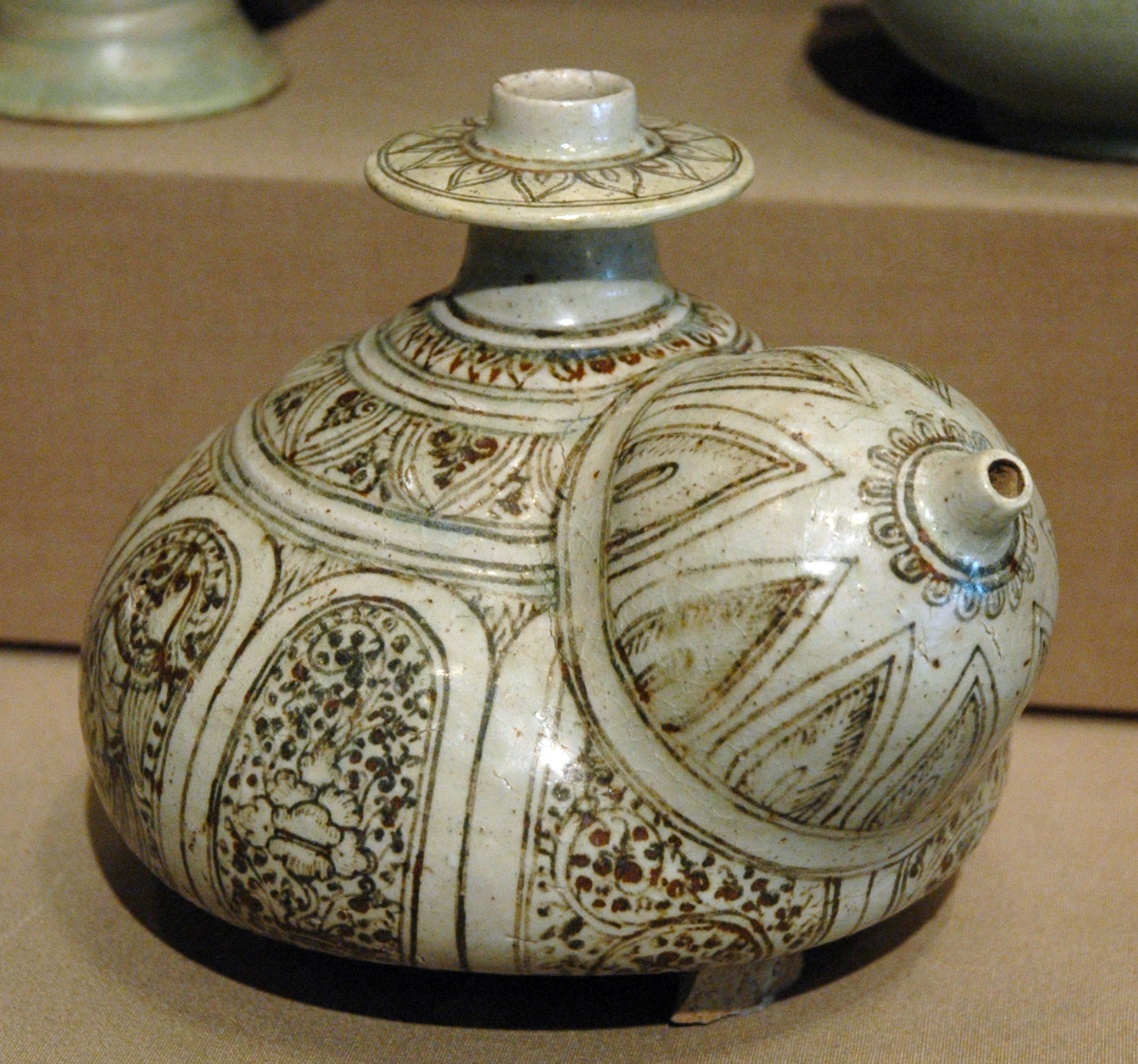
Perzische theepot, Asian Art Museum, San Francisco

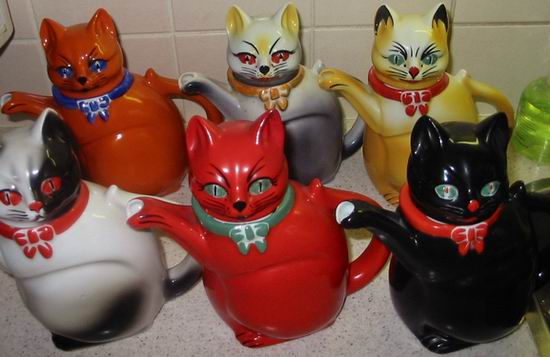
Poezentheepotten van Mosa

Een theepot is een pot met een vulopening, een hengsel of handgreep en een tuit, waar thee in gezet wordt. Theepotten kunnen zijn vervaardigd van metaal, glas, porselein of aardewerk. De voorkeur gaat uit naar een materiaal dat de warmte goed kan vasthouden, vandaar dat metalen theepotten dubbelwandig moeten zijn. Afwassen is niet echt nodig, omspoelen is voldoende en in elk geval mag er geen zeep worden gebruikt. Theepotten hebben naast een huishoudelijke vaak ook een decoratieve functie.
Net als bij een gieter moet het uiteinde van de tuit ten minste tot gelijke hoogte met de rand van de vulopening reiken. Anders zou in overeenstemming met de wet van de communicerende vaten een deel van de theepot spontaan leeglopen.
De theepot komt, net als de drank, uit China. In de 17e eeuw werd de theepot in Europa geïntroduceerd. De geïmporteerde theepotten uit die tijd zijn veelal van porselein gemaakt.
Bij het zetten van thee wordt kokend water (100 graden Celsius) in de pot geschonken. De thee kan los, in een theezakje of in een thee-ei in de pot worden gedaan.
Tijdens de bereiding kunnen de theebladeren soms losraken uit het traditionele theebuiltje. Om te voorkomen dat de theeblaadjes in de kopjes worden geschonken bevatten veel theepotten dan ook een zeefje onderaan de schenktuit. Om de smaak van de thee te bewaren en omwille van de thermische isolatie hebben theepotten een goed sluitende deksel, met daarin een klein gaatje om te voorkomen dat er tijdens het afkoelen of het schenken tussen de pot en de omgeving een drukverschil ontstaat.
Het verzamelen van theepotten is bij tijd en wijle een hele rage. De vorm van de potten kan dan uiteenlopen, bijvoorbeeld de pot heeft de vorm van een poes of hond, of de vorm van een huis.
Het morsen bij het uitschenken van een theepot wordt veroorzaakt door het coandă-effect.

## De grote theepot in het sterrenbeeld Boogschutter
Het sterrenbeeld Boogschutter is een vrij onherkenbaar sterrenbeeld dat enige verbeeldingskracht vergt om er iets in te zien te krijgen dat op de figuur van een boogschutter lijkt. Veel minder verbeeldingskracht is nodig om in dit sterrenbeeld het opvallende profiel van een theepot te zien. Amateur astronomen wereldwijd spreken dan ook steeds van de theepot als ze het sterrenbeeld Boogschutter bedoelen. Het asterisme theepot kan in de Benelux gedurende de zomernachten net boven de zuidelijke horizon worden gezien.  Vanuit zuidelijker gelegen regionen op aarde kan ten noorden van de tuit van de theepot een ontsnappend lichtgevend dampwolkje worden opgemerkt. Dit dampwolkje is het helderste gedeelte van de melkweg. Dit gedeelte van de melkweg is bekend als de Large Sagittarius Star Cloud (grote sterrenwolk van de boogschutter), en bevindt zich niet ver van het centrum van het melkwegstelsel.

### Het kleine theepotje in het sterrenbeeld Hercules
Een andere theepot is te vinden in het sterrenbeeld Hercules. Deze theepot ziet eruit als een sterk verkleinde en ietwat vervormde weergave van de grote theepot in het sterrenbeeld Boogschutter. De theepot in Hercules kan enkel waargenomen worden met behulp van een telescoop. Dit telescopisch asterisme bevindt zich op ongeveer een derde van een graad ten noord-noordwesten van de ster 92-ξ Herculis en heeft de aanduiding Markov 1 gekregen.